# دنه‌هوتسو (آریزونا)
دنه‌هوتسو (به انگلیسی: Dennehotso) یک منطقهٔ مسکونی در ایالات متحده آمریکا است که در شهرستان آپاچی، آریزونا واقع شده است. دنه‌هوتسو ۲۵٫۸۰ کیلومتر مربع مساحت و ۱۱٬۲۶۵ نفر جمعیت دارد و ۱٬۵۲۹ متر بالاتر از سطح دریا واقع شده است.